# Rohacki Kocioł

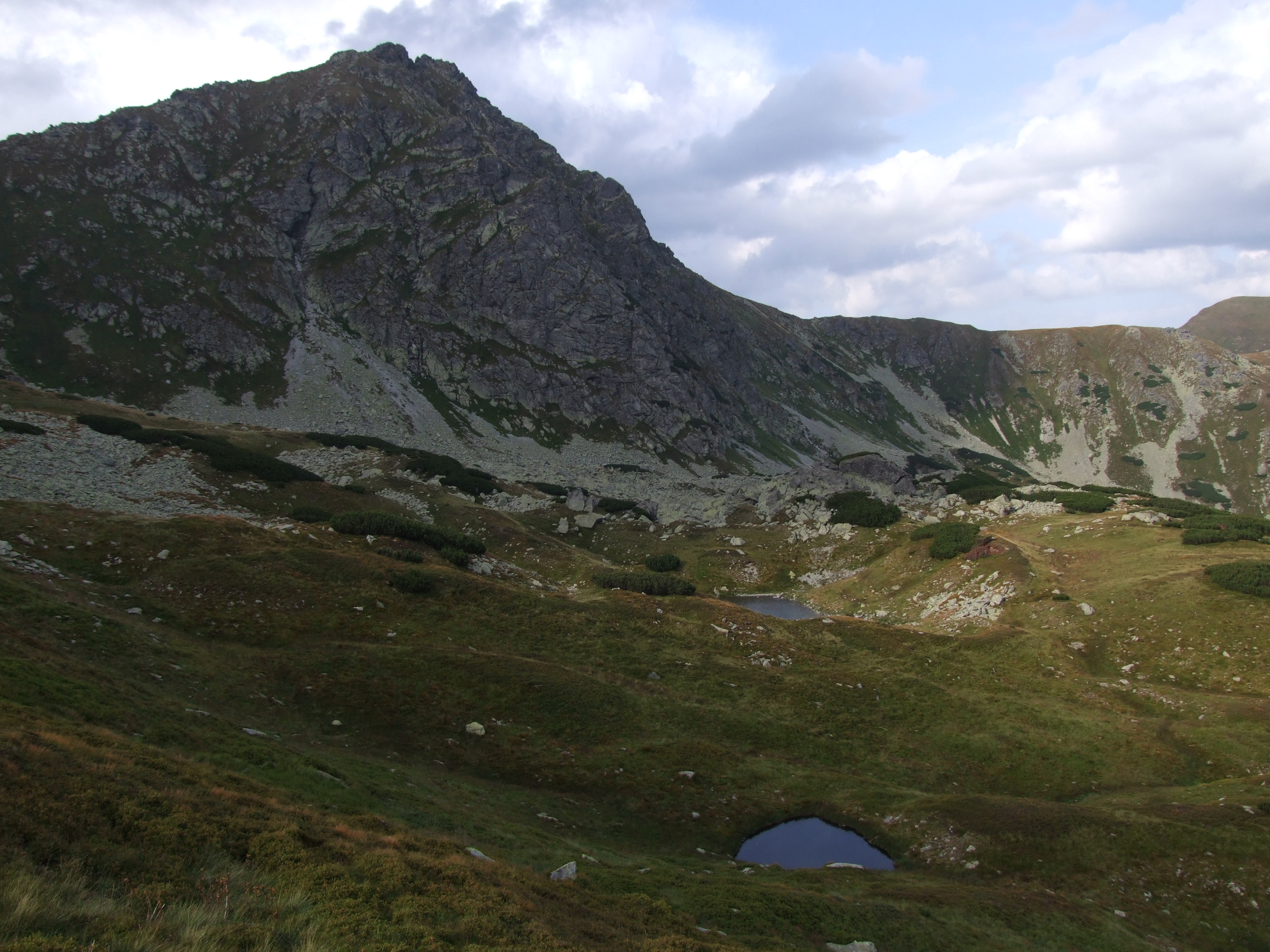
Rohacki Kocioł na tle Rohacza Ostrego

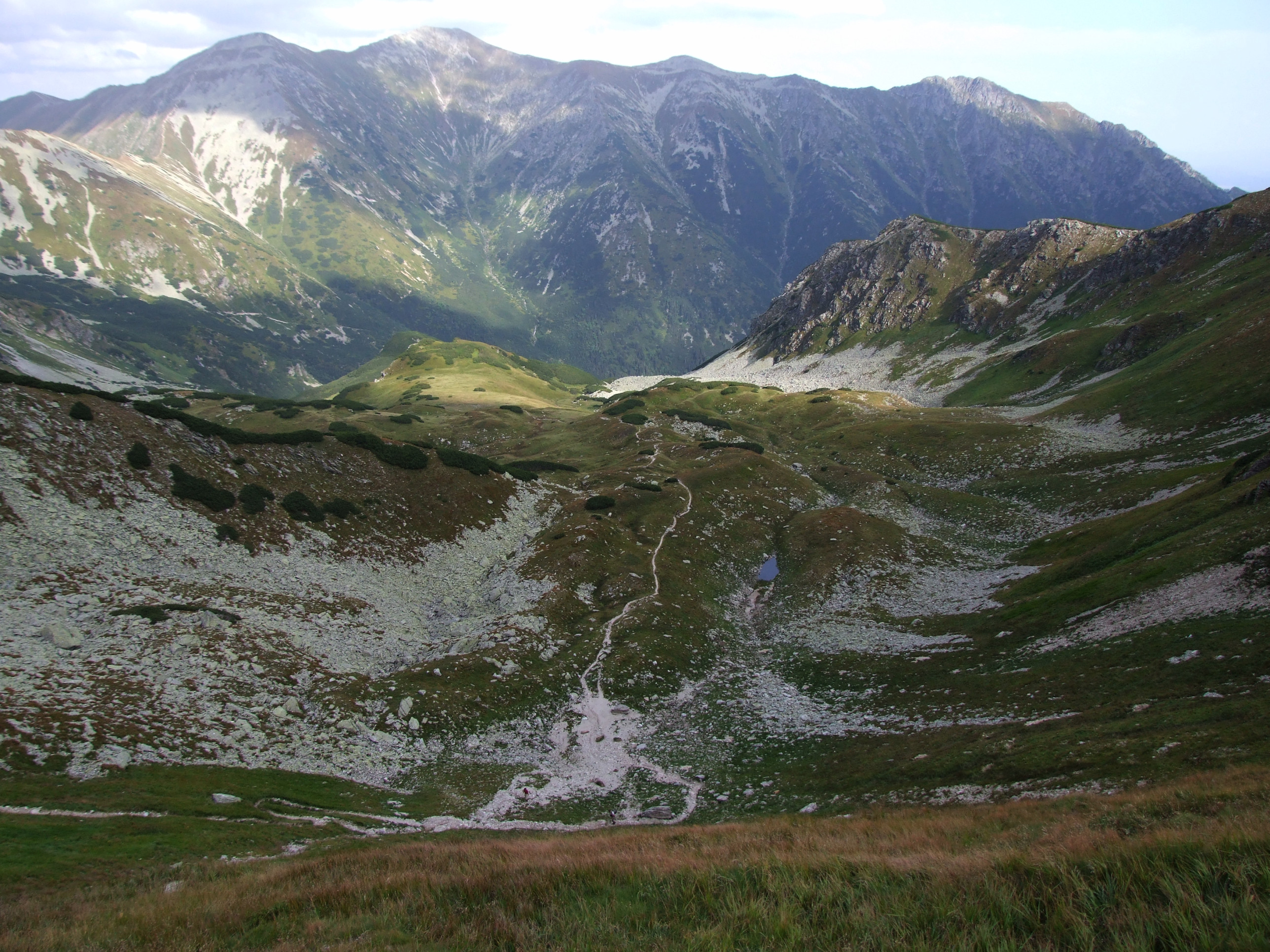
Rohacki Kocioł i widok na Otargańce

Rohacki Kocioł (słow. Roháčsky kotol) – górne piętro Doliny Jamnickiej w słowackich Tatrach Zachodnich, położone na wysokości ok. 1600–1800 m n.p.m. Jest to polodowcowego pochodzenia dolina wisząca, ograniczona z trzech stron ścianami Rohaczy, zboczami Stawiańskiego Wierchu (z drugiej jego strony znajduje się Kocioł Jamnickich Stawów) i krótką grzędą wychodzącą z grani Żarskiej Przełęczy. Od strony Doliny Jamnickiej dolinka podcięta jest progiem skalnym, w którym znajduje się charakterystyczna bula – Czarna Kopa, będąca ogładzonym przez lodowce nunatakiem.
Rohacki Kocioł ma powierzchnię 1,8 km². Jego dno, znajdujące się na wysokości ok. 1790 m n.p.m., jest wyraźnie dwudzielne i ma skomplikowaną morfologię. Znajdują się w nim liczne i płytkie zagłębienia. W jednym z nich, pod Rohaczem Płaczliwym znajduje się Płaczliwy Stawek. Wypływa z niego struga zasilająca Jamnicki Potok. W pobliżu znajduje się jeszcze drugi, nienazwany stawek. Po większych opadach tworzą się również inne niewielkie, okresowe jeziorka. Teren jest trawiasty, z licznymi głazami i kępami kosówki, których ilość stale się zwiększa, od kiedy zaprzestano tu wypasu. Józef Szaflarski w 1937 r. pisał: „Cyrk pod Rohaczem Płaczliwym (dno 1790 m) jest jedną z najpiękniejszych tego rodzaju form w Tatrach Zachodnich”.

## Szlaki turystyczne
– od Schroniska Żarskiego przez Żarską Przełęcz i rozdroże Zahradki w Dolinie Jamnickiej na Jarząbczy Wierch i Otargańce.
- Czas przejścia ze schroniska na Żarską Przełęcz: 1:45 h, ↓ 1:10 h
- Czas przejścia z przełęczy na Zahradki: 1:15 h, ↑ 1:40 h
- Czas przejścia z Zahradek na Jarząbczy Wierch: 2:10 h, ↓ 1:50 h